# (23537) 1993 SA6
(23537) 1993 SA6 est un astéroïde de la ceinture principale d'astéroïdes découvert en 1993.

## Description
(23537) 1993 SA6 a été découvert le 17 septembre 1993 à l'observatoire de La Silla, au Chili, par Eric Walter Elst.

### Caractéristiques orbitales
L'orbite de cet astéroïde est caractérisée par un demi-grand axe de 3,5 UA, un périhélie de 2,63 UA, une excentricité de 0,14 et une inclinaison de 1,82° par rapport à l'écliptique. Du fait de ces caractéristiques, à savoir un demi-grand axe compris entre 2 et 3,2 UA et un périhélie supérieur à 1,666 UA, il est classé, selon la JPL Small-Body Database, comme objet de la ceinture principale d'astéroïdes.

### Caractéristiques physiques
(23537) 1993 SA6 a une magnitude absolue (H) de 14,5 et un albédo estimé à 0,080.